# Bolszyje Kluczi (Kraj Krasnojarski)
Bolszyje Kluczi (ros. Большие Ключи) – wieś (sieło) w Rosji, w Kraju Krasnojarskim, w rejonie rybińskim. W 2010 liczyła 502 mieszkańców.